# Raum (Roman)
Raum (englisch Room) ist ein Roman der irisch-kanadischen Schriftstellerin Emma Donoghue aus dem Jahr 2010.

## Inhalt
Die Geschichte wird aus der Sicht und in der Sprache des fünfjährigen Jack erzählt, der mit seiner Mutter in einem 16 Quadratmeter großen Raum lebt und diesen noch nie verlassen hat. Der Roman gliedert sich in zwei Handlungsabschnitte:
Die Zeit im Raum. Für Jack ist die Außenwelt nicht real. Er und seine Mutter besitzen zwar in ihrem Raum einen Fernseher, sie erzählt ihm aber, dies sei alles nicht echt, sondern Phantasie. So werden für Jack die wenigen Einrichtungsgegenstände – etwa Lampen oder Bücher – zu Ersatzfreunden, mit denen er seine Gedanken teilt, und er baut zu seiner Mutter als einziger Kontaktperson ein sehr inniges Verhältnis auf. Später erfährt der Leser, dass Jacks Mutter vor vielen Jahren von einem Mann – der von Jack nur „Old Nick“ genannt wird (in der englischen Sprache eine Bezeichnung für den Teufel) – entführt wurde und von nun an eingesperrt und regelmäßig vergewaltigt wird. Er selbst wurde in dieser Gefangenschaft gezeugt und geboren. Frühere Fluchtversuche seiner Mutter waren immer wieder gescheitert und nach Jacks Geburt nicht mehr möglich. Da er nun aber alt genug ist, wagen beide einen erneuten Fluchtversuch, der dank einer List auch gelingt. Old Nick wird kurze Zeit später verhaftet und verschwindet somit aus Jacks Gedankenwelt.
Die Zeit in Freiheit. Für Jack öffnet sich eine völlig neue Welt. Ängstlich erkundet er sie, obwohl er sie noch vor wenigen Wochen für irreal hielt. Zum ersten Mal trifft er andere Menschen, lebt nicht in Mangel und auf begrenztem Raum. Er schildert aus seiner kindlichen Sicht die Umstände der neuen Umgebung. Dabei wird er mit den unterschiedlichsten Situationen konfrontiert, etwa mit dem Aufenthalt in einem psychiatrischen Krankenhaus, polizeilichen Befragungen, dem Medienrummel um seine Person, einem Suizidversuch seiner Mutter und schließlich dem neuen Leben in einer betreuten Wohngemeinschaft. Es fällt ihm allerdings schwer, von seinem alten Leben loszulassen, und er schildert oft Momente, in denen er das Leben im Raum dem der Freiheit vorziehen würde.
Der Roman endet damit, dass Jack Abschied von seinem Raum nimmt.

## Hintergrund
Der Roman ist an den Kriminalfall von Josef Fritzl angelehnt, der seine Tochter rund 24 Jahre lang in einer Kellerwohnung gefangen hielt, sie vergewaltigte, Kinder mit ihr zeugte und diese ebenfalls unterirdisch gefangen hielt.

## Rezensionen
„Emma Donoghues Roman erzählt von einer Welt in der Welt, von einer Welt, die nicht enger sein könnte. Zugleich erzählt er jedoch auch von der Fähigkeit des Menschen, sich an Lebensumstände anzupassen, um überleben zu können, und von der namenlosen Angst, die aufkommt, wenn es gilt, aus der Situation der Unterwerfung auszubrechen, mit anderen Worten, den Sprung ins Ungewisse zu wagen. Mitunter stellt es sich als äußerst schwierig dar, das Vertraute zugunsten des Unvertrauten, Fremden zu verlassen, selbst dann, wenn das Vertraute als die totale Unterdrückung erlebt wird. Die sich wiederholenden Mechanismen und Rituale der Unterwerfung kennt man. Sie überraschen nicht! Emma Donoguhe [sic] hat ihren Roman, angeregt von der wahren Geschichte Elisabeth Fritzls, die mit ihren Kindern über Jahre hinweg eingesperrt war, geschrieben. Sie hätte das reißerischer und wesentlich weniger eindrucksvoll tun können. Das Konzept, die Geschichte aus der naiven Perspektive eines Kindes zu erzählen, mag anfänglich, zumindest was den Stil betrifft, gewöhnungsbedürftig sein, es stellt sich zusehends jedoch als äußerst effektiv heraus. Die Tragik des Geschehens begegnet uns so in aller Einfachheit und Naivität, und das potenziert sie geradezu ins Unermessliche.“

„Wenn Emma Donoghues Roman «Raum», 2010 im Original erschienen, gute Kritiken in Großbritannien, Amerika und Kanada erhielt und die Autorin es mit diesem ihrem siebten Buch sogar auf die Shortlist des Booker-Preises schaffte, dann hat das mit der trotz sprachlichen Stolpersteinen gelungenen Leistung der komplexen Erzählkonstruktion zu tun: «Room» ist dialogisch nicht nur in dem Sinne, dass es zum grossen Teil aus den Dialogen zwischen Mutter und Kind besteht; vielmehr kommt im kindlichen Erzählkosmos alles mit allem ins Gespräch: Drinnen und Draussen, Kind und Erwachsener, Subjekt und Objektwelt, Symbiose und Individuum. Es ist diese Spannung, die das Buch lesenswert macht – auf die Sorte Spannung, mit der Donoghue ihrem potenziell reisserischen Thema Rechnung tragen könnte, verzichtet die Autorin dankenswerterweise. Absolut zentral für sie ist die Figur eines Kindes, das in einer alle Vorstellungen sprengenden Verbindung aus Gefangenschaft und Geborgenheit zu einer absurden Reife gelangt – und aus dieser heraus auch das sehr bewegende Bild einer Mutter erstehen lässt, die für ein Kind und wegen eines Kindes Würde und Vitalität in einen Raum hinüberretten kann, den sie auch als Grab hätte betrachten können.“

„„Raum“ ist die Geschichte einer Mutter, die ihren Sohn von ihrem Entführer empfangen hat, einem älteren Mann, der sie in einem extra präparierten Raum gefangen hält und missbraucht. Innerösterreichisch betrachtet sind das Kampusch & Fritzl. Tatsächlich sei „Fritzl“ der Auslöser gewesen, meint Donoghue, „mehr aber nicht“. Sie habe vergleichbare Fälle auf der ganzen Welt untersucht. (…) Donoghue ist ein beeindruckendes Buch gelungen, dessen Skandalverweigerung paradoxerweise einen konsumfördernden „human touch“ besserer Hollywood-Filme herbeiführt, das heißt: es allgemeinverträglich macht.“

„Even when Ma finds herself at the center of a frenzy, Ms. Donoghue makes the gutsy and difficult choice to keep the book anchored somewhere inside Jack’s head. So anything that happens to his mother is filtered through his fear, love and curiosity about her. And when the book presents him with a cavalcade of new experiences, everything Jack sees must be measured against the strangely idyllic time that he spent inside Room.“

## Auszeichnungen
- 2010: Irish Book Award (bester Roman)
- 2010: Rogers Writers’ Trust Fiction Prize (bester kanadischer Roman des Jahres)

## Verfilmung
2015 wurde der Roman von Regisseur Lenny Abrahamson verfilmt. Die Romanautorin Donoghue schrieb auch das Drehbuch für den Film. Die Hauptrollen übernahmen Brie Larson, Joan Allen, William H. Macy und Jacob Tremblay. Der Film feierte seine Premiere beim Telluride Film Festival 2015 und wurde im selben Jahr auf dem 40. Toronto International Film Festival mit dem Publikumspreis ausgezeichnet.

## Ausgaben
- Emma Donoghue: Room: A Novel. Verlag Little, Brown and Company (2010). ISBN 978-0-316-09833-5 (englisch)
- Emma Donoghue; Armin Gontermann (Übersetzer): Raum: Roman. Piper Verlag (2011). ISBN 978-3-492-05466-9 (deutsch)